# شينجي يامازاكي
شينجي يامازاكي (باليابانية: 山崎 慎治) (مواليد 17 يناير 1972)، هو لاعب كرة قدم سابق كان يلعب كحارس مرمى.

## وصلات خارجية
- شينجي يامازاكي على موقع عالم كرة القدم.نت (الإنجليزية)